# Кафедральный собор святого Илии
Кафедральный собор святого Илии (араб. كاتدرائية القديس إلياس‎) — восточнокатолическая церковь в Алеппо (Сирия), расположенная в христианском квартале Аль-Дждайда. Назван в честь библейского пророка Илии. Собор был построен в 1873 году, заменив старую маронитскую католическую церковь. Отреставрирован в 1914 году.

## История

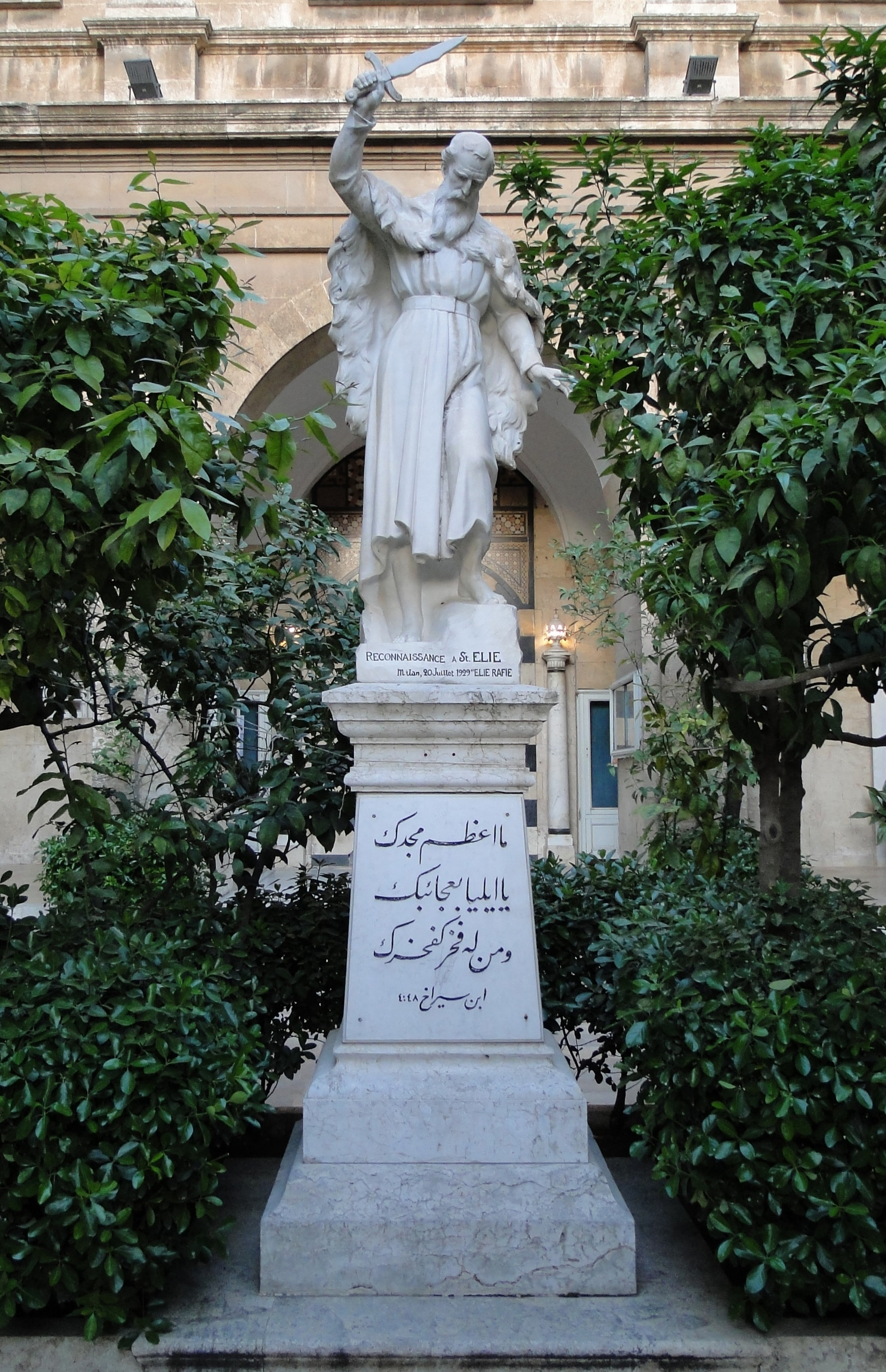
Статуя святого Илии во дворе церкви

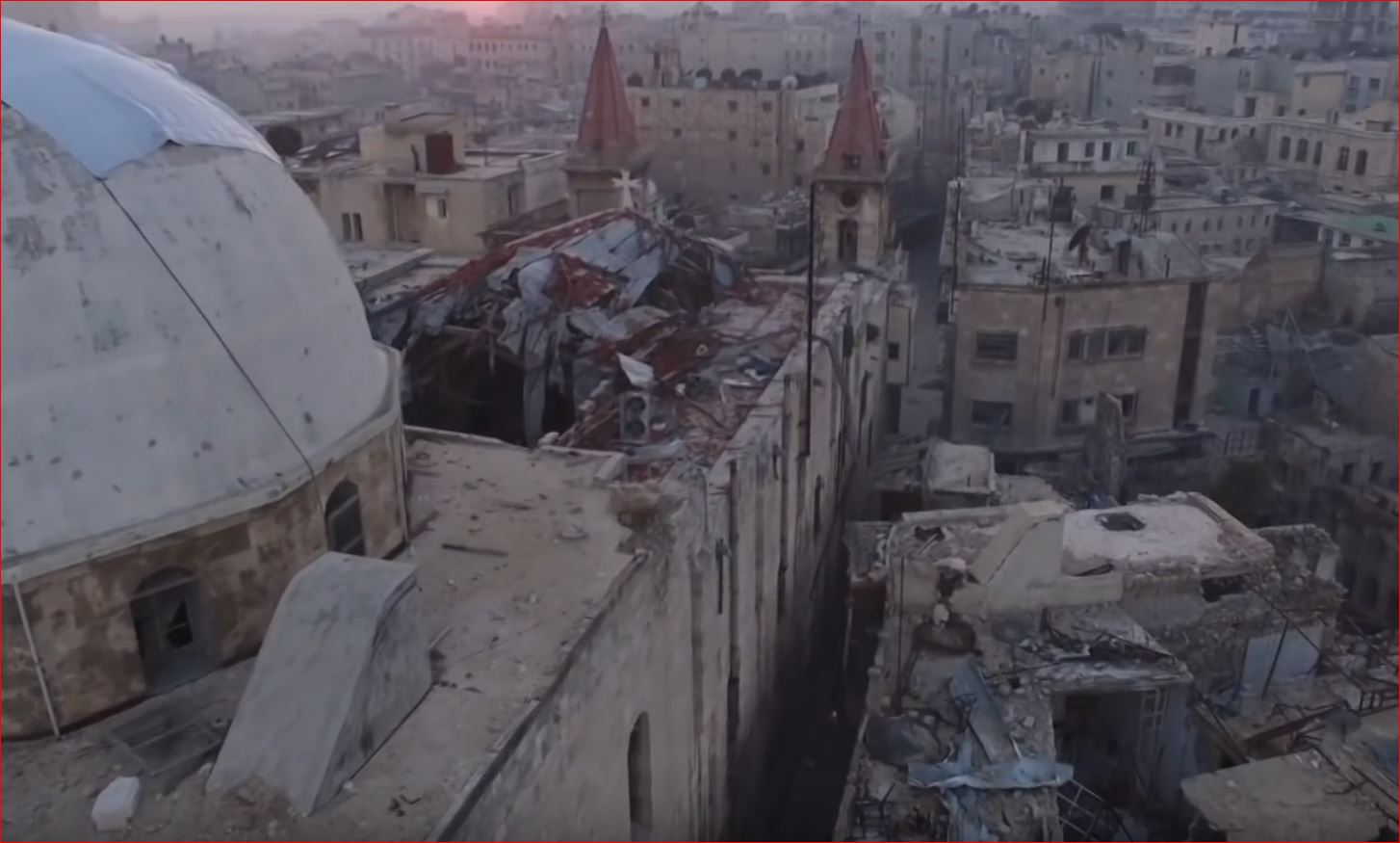
Собор в декабре 2016 года

Ранее на месте здания собора находилась небольшая церковь XV века, которая была упомянута итальянским исследователем Пьетро Делла Валле, посетившим Алеппо в 1625 году и описавшим её как одну из четырёх церквей, построенных рядом друг с другом в христианском квартале Аль-Дждайда. Другие три церкви: храм Сорока Мучеников, церковь Святой Богородицы и Греческая православная церковь Успения Богородицы.
Строительство нового здания собора было завершено в 1873 году. На его фасаде расположены две колокольни, а мраморный вход с желтыми колоннами расположен под высоким куполом с восточной стороны. В 1914 году, во время правления архиепископа Михаила Ахраса, купол был полностью отреставрирован. Для этой цели в ходе реконструкции впервые за всю историю строительства Алеппо был использован бетон с помощью специалистов из Бельгии. В тот же период на башне были установлены куранты, которые играют Аве Мария каждые пятнадцать минут.
Перед главными воротами в 1932 году была установлена статуя архиепископа и поэта Германоса Фархата (1670—1732) в ознаменование 200-летия со дня его смерти и за его усилия по созданию Маронитской библиотеки Алеппо, где хранились старинные ценные рукописи. С тех пор прилегающая к собору территория называется площадью Фархата.
Собор святого Илии был сильно поврежден во время гражданской войны в Сирии, его крыша обрушилась в 2013 году после многочисленных взрывов. Собор был официально открыт и реконструирован в июле 2020 года после окончания многолетней программы реставрации и реконструкции.